# Salopeki Modruški
 Salopeki Modruški  falu Horvátországban, Károlyváros megyében. Közigazgatásilag Josipdolhoz tartozik.

## Fekvése
Károlyvárostól 44 km-re, községközpontjától 4 km-re délnyugatra a Plaški-mezőn, az A1-es autópálya mellett fekszik.

## Története
A falu területe a középkorban a Frangepánok modrusi uradalmához tartozott. 1857-ben 334, 1910-ben 274 lakosa volt. Trianonig Modrus-Fiume vármegye Ogulini járásához tartozott. 2011-ben a településnek 63 lakosa volt.

## Lakosság
| Lakosság változása | Lakosság változása | Lakosság változása | Lakosság változása | Lakosság változása | Lakosság változása | Lakosság változása | Lakosság változása | Lakosság változása | Lakosság változása | Lakosság változása | Lakosság változása | Lakosság változása | Lakosság változása | Lakosság változása | Lakosság változása |
| ------------------ | ------------------ | ------------------ | ------------------ | ------------------ | ------------------ | ------------------ | ------------------ | ------------------ | ------------------ | ------------------ | ------------------ | ------------------ | ------------------ | ------------------ | ------------------ |
| 1857               | 1869               | 1880               | 1890               | 1900               | 1910               | 1921               | 1931               | 1948               | 1953               | 1961               | 1971               | 1981               | 1991               | 2001               | 2011               |
| 334                | 444                | 469                | 393                | 350                | 274                | 256                | 240                | 291                | 352                | 326                | 216                | 199                | 194                | 86                 | 63                 |